# 전기장판
전기장판(電氣壯版)은 장판에 전기 장치를 설치하여 바닥을 따뜻하게 해주는 난방기구이다. 또한 전기장판은 좌식 생활이 일반적인 대한민국에서 많이 사용된다.

## 같이 보기
- 바닥밑 난방(en:Underfloor heating)
- 대류 난방기(en:Convection heater)
- 라디에이터
- 보일러
- 코타츠
- 이로리
- 난로
  - 벽난로
  - 석유난로
  - 전기난로
- 온돌
- 강
- 화로
- 하이포코스트
- 중앙 난방